# Цикова
Цикова — село в Україні, у Гуменецькій сільській громаді Кам'янець-Подільського району Хмельницької області. Населення становить 967 осіб.

## Назва
Назва села в історичних записах зафіксовано за наступними найменуваннями: Чукова Діброва, Чикова, Цюкова, що в кінцевому сформувало назву Цикова.

## Географія
Село розташоване неподалік від селища міського типу Смотрич на відстані близько 13 км автошляхами, поблизу дороги Т 2321, за 3 км від залізничної станції Балин.

## Історія
Поблизу Цикової виявлені знаряддя праці доби неоліту, а в селі Карачківці — могильник доби бронзи, кургани та залишки городища давньоруських часів.
Перша згадка в документах про село датована 1460 роком.
В 1917-1920 роках Цикова входила до складу Української Народної Республіки.
Радянська окупація принесла колективізацію та розкуркулення, мешканці села зазнали репресій.
До 1923 року село було волосним центром.
У 1932–1933 роках селяни села пережили влаштований комуністами голодомор.
Радянський період у Циковій знаходиться центральна садиба колгоспу «Світанок», який в свій час обробляв 2,7 тис. гектарів орної землі, вирощував зернові культури і цукрові буряки, розвивав тваринництво.
З 1991 року в складі незалежної України.
19 червня 2018 року внаслідок добровільного приєднання село приєдналось до складу Гуменецької сільської громади, до цього органом місцевого самоврядування була Циківська сільська рада.
19 липня 2020 року, в результаті адміністративно-територіальної реформи та ліквідації Чемеровецького району, село увійшло до складу Кам'янець-Подільського району.

## Населення
За переписом населення України 2001 року в селі мешкало 960 осіб.

### Мова
Розподіл населення за рідною мовою за даними перепису 2001 року:
| Мова       | Відсоток |
| ---------- | -------- |
| українська | 99,48 %  |
| російська  | 0,31 %   |
| білоруська | 0,10 %   |
| молдовська | 0,10 %   |

## Природоохоронні території
Село лежить у межах національного природного парку «Подільські Товтри». На південний схід від села розташована ботанічна пам'ятка природи — «Циківська дубина». Також поряд розташований ландшафтний заказник Сокіл.

## Відомі люди
- Ромчик Євген Володимирович — український художник.

## Світлини

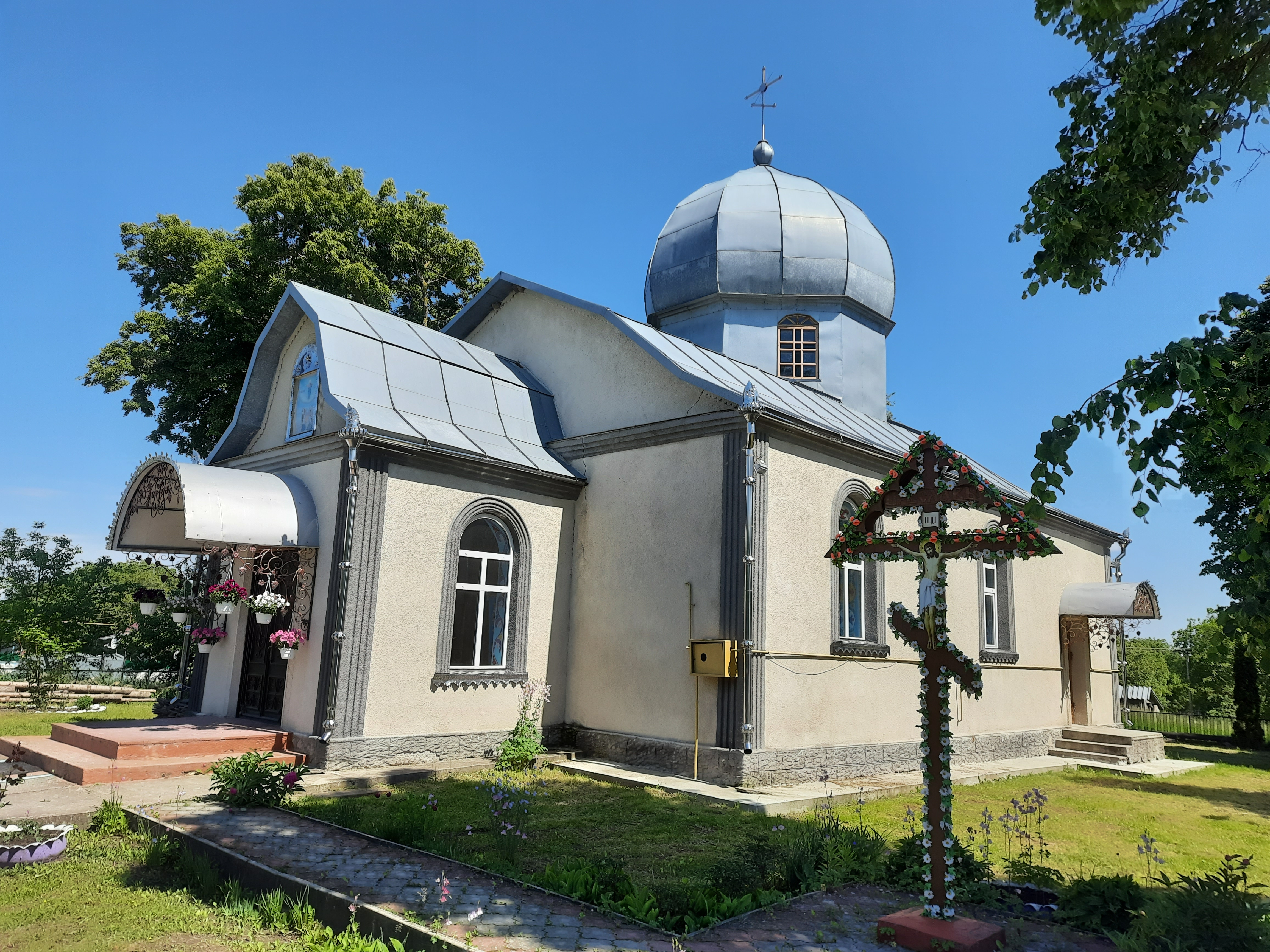
Церква Вознесіння Господнього
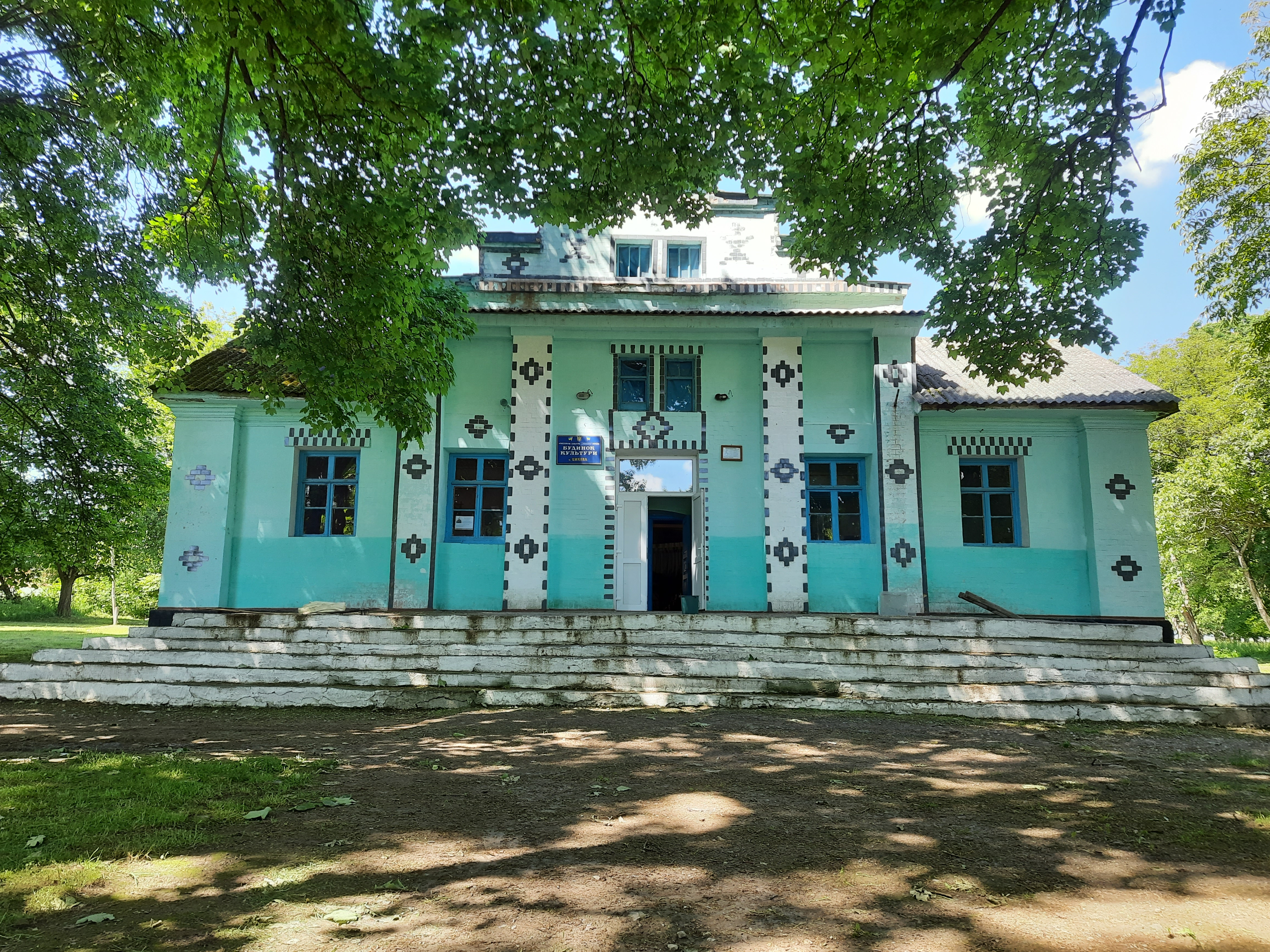
Будинок культури с.Цикова
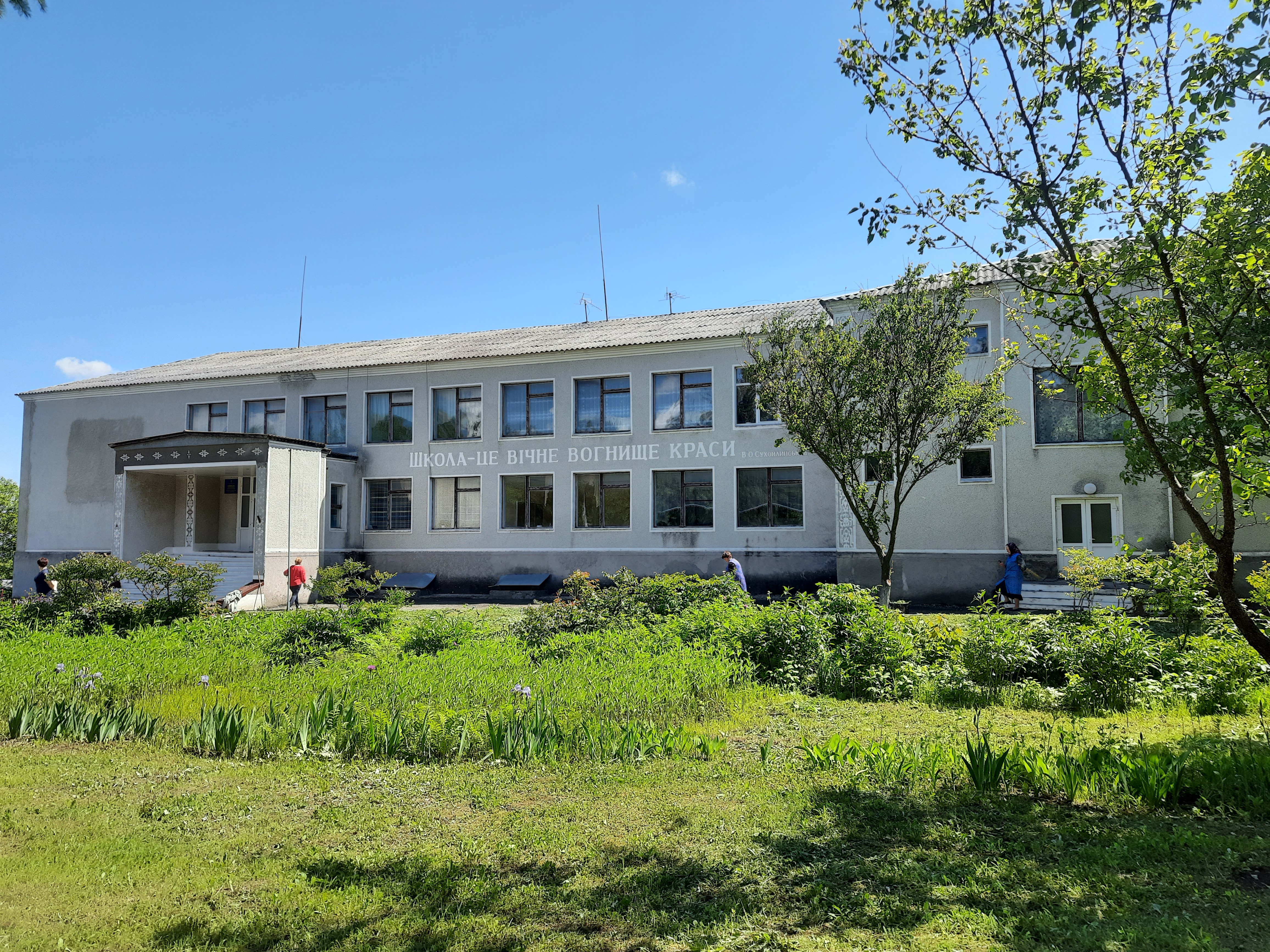
Школа